# 下川駅 (京都府)
下川駅（しもかわえき）は、かつて京都府福知山市漆端（うるしがはな）にあった北丹鉄道の駅（廃駅）である。

## 歴史
当駅は、沿線住民の要望によって設置された駅である。1923年（大正11年）の北丹鉄道開業当初、漆端地区には駅がなく、最寄り駅は1キロメートルほど離れた上天津駅であった。地区住民が自分たちの手でホームを造ることを条件に北丹鉄道に要望したことにより、当駅の設置が実現。山から土を運び、3か月ほどかけて約100メートルのホームを整備した。駅は1948年（昭和23年）の開業である。
漆端地区は由良川の水害を受けやすい地域であったため、由良川が洪水になると列車がよく止まっていた。福知山西駅と当駅の間には線路が由良川の堤防より内側、河川敷に敷かれている区間があり、少しの増水でも線路が水没していた。
北丹鉄道は1971年（昭和46年）3月に営業を休止し、そのまま1974年（昭和49年）2月末に廃止許可、当駅もこの時廃止された。

### 年表
- 1948年（昭和23年）2月20日：開業[2]。
- 1953年（昭和28年）9月25日：台風13号による水害のため17日間の営業休止となる[2]。その後、当駅を含む福知山 - 下天津間で折り返し運転を開始[2]。
- 1954年（昭和29年）7月28日：水害復旧により全線営業再開となる[2]。
- 1961年（昭和36年）9月8日：第2室戸台風による水害のため47日間の営業休止となる[2]。
- 1971年（昭和46年）3月1日：北丹鉄道が営業休止[7]、当駅も休止となる[6]。
- 1974年（昭和49年）2月28日：北丹鉄道が廃止許可[7]、当駅も廃駅となる[6]。

## 駅構造
下川駅はホームが地面に接して置かれた地上駅。ホームは1面のみの停留場（転轍器のない駅）である。駅員は配置されていない無人駅で、駅舎もなかった。

## 駅周辺
周辺は田園地帯。南側には漆端地区の集落がある。駅の痕跡は残っていない。
当駅から上天津駅までの線路跡は整備されて福知山市道広小路勅使線となっている。上天津駅との間には牧川が流れていて、北丹鉄道では最長の牧川橋梁（約100メートル）が架けられていたが、河川は改修され橋梁の跡も残っていない。

## 隣の駅
北丹鉄道
北丹鉄道線
福知山西駅 - 下川駅 - 上天津駅